# Mandel, Bad Kreuznach
Mandel là một đô thị thuộc huyện Bad Kreuznach trong bang Rheinland-Pfalz, phía tây nước Đức. Đô thị Mandel, Bad Kreuznach có diện tích 6,34 km², dân số thời điểm ngày 31 tháng 12 năm 2006 là 862 người.